# Aniba venezuelana
Aniba venezuelana là một loài thực vật]] thuộc họ Lauraceae. Loài này có ở Colombia, Costa Rica, và Venezuela.